# Amalia Cristiana di Baden
Amalia Cristiana di Baden, nome completo Katharine Amalie Christiane Luise Prinzessin von Baden (Karlsruhe, 13 luglio 1776 – Bruchsal, 26 ottobre 1823), è stata principessa di Baden.

## Famiglia d'origine
Amalia Cristiana era la figlia maggiore del principe ereditario Carlo Luigi di Baden e di sua moglie, la principessa ereditaria Amalia, che passò alla storia come la "Suocera d'Europa". I suoi nonni erano Carlo Federico, margravio di Baden e Luigi IX, landgravio di Hesse-Darmstadt.
Amalia era la gemella di Carolina, più tardi regina di Baviera, sorella maggiore di Luisa, più tardi nota come zarina Elizaveta Alekseevna di Russia, di Federica, futura regina di Svezia, di Maria, successivamente divenuta duchessa di Brunswick-Wolfenbüttel, e di Guglielmina, in seguito Granduchessa di Assia-Darmstadt. Il suo unico fratello, Carlo, succedette al nonno come secondo granduca di Baden. Essendo rimasta nubile per tutta la vita, Amalia Cristiana visse alternativamente con le sorelle Carolina ed Elisabetta, in Baviera, in Russia, o alla corte di Baden.

## Biografia
Sebbene Amalia Cristiana fosse rimasta nubile sino alla fine dei suoi giorni, vi furono numerosi tentativi di farle contrarre un matrimonio consono al suo rango. Dapprima chiese la sua mano sua zia materna, la regina Federica di Prussia, la quale desiderava che suo figlio, il principe ereditario Federico Guglielmo, sposasse una delle sue nipoti. L'obiettivo di Federica era di cementare ulteriormente l'amicizia tra i due paesi. Tuttavia Federico Guglielmo mostrò scarso interesse per la sua cugina del Baden. Egli non fu attratto né dalla bella Carolina, né dalla poco attraente Amalia Cristiana. Alla fine, contro la volontà della madre, Federico Guglielmo sposò la principessa Luisa di Meclemburgo-Strelitz.
Durante i negoziati di matrimonio con la Prussia, vi furono altri due candidati per Amalia Cristiana, presso la Corte di Karlsruhe. Si trattava del principe ereditario Federico di Anhalt-Dessau e Guglielmo, principe di Gran Bretagna e duca di Clarence e di St. Andrews. Tuttavia ambedue si rivelarono mere speranze, fintanto che perdurarono i negoziati con la Prussia. A causa del prolungarsi dei negoziati prussiani, infine questi partiti persero ogni interesse. Quindi tra il 1791 e il 1793 fallirono tre trattative matrimoniali.
Negli anni successivi divenne evidente per Amalia Cristiana il fatto che, per il momento, non vi sarebbero state ulteriori possibilità di contrarre un adeguato matrimonio. Ella viaggiò molto e visitò le sue due sorelle, soggiornando presso di loro, nelle corti di Baviera o di Russia. Vi si trattenne anche per alcuni anni.
Nel corso dell'anno 1811 Amalia Cristiana, ora trentacinquenne, visitò a Vienna la corte dell'Impero austriaco. L'imperatore Francesco I pensò, dopo poco tempo, di dare in sposa a suo fratello, l'arciduca Carlo, la principessa di Baden. Carlo e Amalia Cristiana si conoscevano fin dalla loro giovinezza, ma l'Arciduca riteneva che la principessa non fosse molto attraente. Nel frattempo, la corte del Baden temeva che questo matrimonio, creasse conflitti politici con il suo alleato e protettore, l'imperatore Napoleone. Venne chiesto il suo consenso, ma Napoleone mostrò scarso interesse e non assunse alcuna posizione chiara sul destino di questo connubio. L'arciduca Carlo utilizzò quest'opportunità, dato che oltretutto suo fratello non compiva molti sforzi, e impedì ulteriori negoziati di nozze.
Nel 1816 Amalia Cristiana trovò nuovamente ospitalità nel Baden. Grazie all'operato dell'imperatore Francesco I, Edoardo Augusto di Hannover, quarto figlio del re Giorgio III, giunse a Karlsruhe. Adesso, il monarca austriaco voleva che Amalia Cristiana si sposasse con il Duca inglese. In realtà, Edoardo si recò a Karlsruhe, ma non mostrò alcun interesse per un impegno con Amalia Cristiana. Ciò fu una sorpresa per la principessa e per l'intera corte di Baden, che avevano contato su un impegno, e videro invece nuovamente sfumare la prospettiva di un matrimonio.
Due anni dopo venne compiuto un ultimo tentativo di combinare per Amalia Cristiana, ormai quarantaduenne, un matrimonio adeguato al suo rango. A quel tempo, la Casata di Baden era prossima ad estinguersi, perché suo fratello Carlo Luigi Federico era gravemente malato di idropisia e fino a quel momento non aveva avuto alcun figlio maschio sopravvissuto. L'erede al trono era suo zio, il principe Luigi di Baden. Carlo, insieme a sua madre chiese allo zio di sposare sua sorella Amalia Cristiana, insistendo sulla necessità di garantire la sicurezza della casata. Luigi, tuttavia, aveva una relazione con un'attrice, e non era disposto a sposarsi.
Egli, divenuto in seguito Granduca, non si sposò mai e, dopo la sua morte nel 1830, s'estinse la linea degli Zähringen, nella casata del Baden. Conseguentemente, il Ducato venne assegnato a Leopoldo di Baden-Hochberg, che solo con l'aiuto di Prussia salì al trono di Baden. La linea collaterale di Baden-Hochberg era frutto di un matrimonio morganatico, contratto in seconde nozze dal nonno di Amalia, il granduca Carlo Federico.
Tuttavia Amalia non assisté a tutto questo. Ella, infatti, morì d'idropisia nel 1823 tra le braccia della sua disperata madre, e venne sepolta nella Cripta Principesca di Pforzheim.

## Ascendenza
|                                            |                                         |                                              | Genitori                                          |  |  | Nonni |  |  | Bisnonni                                       |  |  | Trisnonni                                       |  |
|                                            |                                         |                                              |                                                   |  |  |       |  |  | Federico, Principe Ereditario di Baden-Durlach |  |  | Carlo III Guglielmo, Margravio di Baden-Durlach |  |
|                                            |                                         |                                              |                                                   |  |  |       |  |  | Federico, Principe Ereditario di Baden-Durlach |  |  | Carlo III Guglielmo, Margravio di Baden-Durlach |  |
|                                            |                                         | Maddalena Guglielmina di Württemberg         |                                                   |  |  |       |  |  | Federico, Principe Ereditario di Baden-Durlach |  |  |                                                 |  |
| Carlo Federico, Granduca di Baden          |                                         |                                              |                                                   |  |  |       |  |  | Federico, Principe Ereditario di Baden-Durlach |  |  |                                                 |  |
|                                            |                                         | Principessa Amalia di Nassau-Dietz           | Giovanni Guglielmo Friso, Principe d'Orange       |  |  |       |  |  |                                                |  |  |                                                 |  |
|                                            |                                         | Principessa Amalia di Nassau-Dietz           | Giovanni Guglielmo Friso, Principe d'Orange       |  |  |       |  |  |                                                |  |  |                                                 |  |
|                                            |                                         | Principessa Amalia di Nassau-Dietz           | Langravia Maria Luisa d'Assia-Kassel              |  |  |       |  |  |                                                |  |  |                                                 |  |
| Carlo Luigi, Principe Ereditario di Baden  |                                         | Principessa Amalia di Nassau-Dietz           |                                                   |  |  |       |  |  |                                                |  |  |                                                 |  |
|                                            |                                         | Luigi VIII, Langravio d'Assia-Darmstadt      | Ernesto Luigi, Langravio d'Assia-Darmstadt        |  |  |       |  |  |                                                |  |  |                                                 |  |
|                                            |                                         | Luigi VIII, Langravio d'Assia-Darmstadt      | Ernesto Luigi, Langravio d'Assia-Darmstadt        |  |  |       |  |  |                                                |  |  |                                                 |  |
|                                            |                                         | Luigi VIII, Langravio d'Assia-Darmstadt      | Margravia Dorotea Carlotta di Brandeburgo-Ansbach |  |  |       |  |  |                                                |  |  |                                                 |  |
| Langravia Carolina Luisa d'Assia-Darmstadt |                                         | Luigi VIII, Langravio d'Assia-Darmstadt      |                                                   |  |  |       |  |  |                                                |  |  |                                                 |  |
|                                            |                                         | Contessa Carlotta di Hanau-Lichtenberg       | Giovanni Reinardo III, Conte di Hanau-Lichtenberg |  |  |       |  |  |                                                |  |  |                                                 |  |
|                                            |                                         | Contessa Carlotta di Hanau-Lichtenberg       | Giovanni Reinardo III, Conte di Hanau-Lichtenberg |  |  |       |  |  |                                                |  |  |                                                 |  |
|                                            |                                         | Contessa Carlotta di Hanau-Lichtenberg       | Margravia Dorotea Federica di Brandeburgo-Ansbach |  |  |       |  |  |                                                |  |  |                                                 |  |
| Principessa Amalia di Baden                |                                         | Contessa Carlotta di Hanau-Lichtenberg       |                                                   |  |  |       |  |  |                                                |  |  |                                                 |  |
|                                            | Luigi VIII, Langravio d'Assia-Darmstadt | Ernesto Luigi, Langravio d'Assia-Darmstadt   |                                                   |  |  |       |  |  |                                                |  |  |                                                 |  |
|                                            | Luigi VIII, Langravio d'Assia-Darmstadt | Ernesto Luigi, Langravio d'Assia-Darmstadt   |                                                   |  |  |       |  |  |                                                |  |  |                                                 |  |
|                                            | Luigi VIII, Langravio d'Assia-Darmstadt | Dorotea Carlotta di Brandeburgo-Ansbach      |                                                   |  |  |       |  |  |                                                |  |  |                                                 |  |
| Luigi IX, Langravio d'Assia-Darmstadt      | Luigi VIII, Langravio d'Assia-Darmstadt |                                              |                                                   |  |  |       |  |  |                                                |  |  |                                                 |  |
|                                            |                                         | Contessa Carlotta di Hanau-Lichtenberg       | Giovanni Reinardo III, Conte di Hanau-Lichtenberg |  |  |       |  |  |                                                |  |  |                                                 |  |
|                                            |                                         | Contessa Carlotta di Hanau-Lichtenberg       | Giovanni Reinardo III, Conte di Hanau-Lichtenberg |  |  |       |  |  |                                                |  |  |                                                 |  |
|                                            |                                         | Contessa Carlotta di Hanau-Lichtenberg       | Dorotea Federica di Brandeburgo-Ansbach           |  |  |       |  |  |                                                |  |  |                                                 |  |
| Principessa Amalia d'Assia-Darmstadt       |                                         | Contessa Carlotta di Hanau-Lichtenberg       |                                                   |  |  |       |  |  |                                                |  |  |                                                 |  |
|                                            |                                         | Cristiano III, Conte Palatino di Zweibrücken | Cristiano II, Conte Palatino di Zweibrücken       |  |  |       |  |  |                                                |  |  |                                                 |  |
|                                            |                                         | Cristiano III, Conte Palatino di Zweibrücken | Cristiano II, Conte Palatino di Zweibrücken       |  |  |       |  |  |                                                |  |  |                                                 |  |
|                                            |                                         | Cristiano III, Conte Palatino di Zweibrücken | Contessa Caterina Agata di Rappoltstein           |  |  |       |  |  |                                                |  |  |                                                 |  |
| Contessa Palatina Carolina di Zweibrücken  |                                         | Cristiano III, Conte Palatino di Zweibrücken |                                                   |  |  |       |  |  |                                                |  |  |                                                 |  |
|                                            |                                         | Carolina di Nassau-Saarbrücken               | Luigi Crato, Conte di Nassau-Saarbrücken          |  |  |       |  |  |                                                |  |  |                                                 |  |
|                                            |                                         | Carolina di Nassau-Saarbrücken               | Luigi Crato, Conte di Nassau-Saarbrücken          |  |  |       |  |  |                                                |  |  |                                                 |  |
|                                            |                                         | Carolina di Nassau-Saarbrücken               | Filippina Enrichetta di Hohenlohe-Langenburg      |  |  |       |  |  |                                                |  |  |                                                 |  |
|                                            |                                         | Carolina di Nassau-Saarbrücken               |                                                   |  |  |       |  |  |                                                |  |  |                                                 |  |